# René Moreu
René Moreu (Nizza, 12 novembre 1920 – Vayrac, 16 maggio 2020) è stato un illustratore e pittore francese.

## Biografia
René Moreu è nato a Nizza il 12 novembre 1920. Ha trascorso la sua infanzia a Marsiglia, dove suo padre era vetrinista e poi direttore di un caffè. Dopo diversi lavori, entra come meccanico nella stamperia Petit Marseillais. Viene arruolato per la ferma militare su una nave della guardia costiera e successivamente René Moreu si unì alla Resistenza ai nazisti nel 1940. Pur affetto da una grave malattia alla retina nel 1944, prese parte alle battaglie per la Liberazione di Parigi. Successivamente entrò a far parte della redazione del quotidiano La Marseillaise.
Fu assunto da Vaillant dove per quattro anni (1945-1949) fu il primo direttore di questo settimanale rivolto ai giovani. Sposò Mina Lucchesi, da cui nacque il figlio Roland. Sposò in seconde nozze la direttrice di Éditions Vaillant, Madeleine Bellet. Continuò a lavorare nella redazione del giornale, di cui fu uno degli azionisti "storici", fino agli anni 1970.,. Nel 1950-1951 creò i periodici Riquiqui les belles images e Roudoudou les belles images destinati ai giovanissimi lettori e di cui fu caporedattore. Collaborò anche con la rivista per bambini dai 6 ai 9 anni Pipolin les gaies Images.
Nel 1953, grazie alla parziale guarigione dei suoi occhi mediante impianti di placenta, iniziò la carriera di pittore e illustratore.
Come illustratore, collaborò alla realizzazione di molti libri per bambini, in particolare con l'Editore La Farandole, specializzato per la letteratura per l'infanzia, tra cui le opere di Pierre Gamarra e Jean Ollivier. Nel 1983 pubblicò anche Arnal une vie de Pif, biografia dedicata a José Cabrero Arnal, creatore del personaggio del cane Pif. 
Lavoro come disegnatore alle pubblicazioni della stampa comunista: Miroir du cyclisme (1961) e l'Almanach de L'Humanité  dal 1967 al 1986.
Come pittore, era parte del gruppo di artisti della rivista L'Œuf sauvage, ed è quindi legato all'Art singulier in linea con l'art brut.  La sua prima grande mostra venne fatta nel 1975 ad Amiens.
Dopo Amiens gli sono state dedicate numerose mostre e retrospettive; ad esempio a Compiègne nel 2001, al museo a Parigi Halle Saint-Pierre nel 2003-2004, a Saint-Pierreville nel 2003, nel 2010 a Uzès, al Musée de la Création Franche a Bègles, a Carennac nel 2011, al Château de Grignon nel 2015 dal Musée du Vivant ad AgroParisTech.
René Moreu viveva a Vayrac.
René Moreu è morto il 16 maggio 2020.